# 普利涅-吕桑
普利涅-吕桑（法語：Pouligney-Lusans，法語發音：[puliɲɛ lyzɑ̃]）是法国杜省的一个市镇，位于该省北部，属于贝桑松区。该市镇于1972年由原市镇普利涅（Pouligney）和吕桑（Lusans）合并而成。

## 地理
普利涅-吕桑（47°19'43"N, 6°12'14"E）面积11.6 平方千米，位于法国勃艮第-弗朗什-孔泰大區杜省，该省份为法国东部内陆省份，北起上索恩省，西接汝拉省，东部及东南部与瑞士接壤，东北部与贝尔福地区省接壤。
与普利涅-吕桑接壤的市镇（或旧市镇、城区）包括：拉图尔德赛、阿马涅、沙蒂永吉约特、科尔塞勒-米耶洛、德吕、勒皮、鲁朗、韦南、维莱格雷洛、马尔绍-绍德方丹。

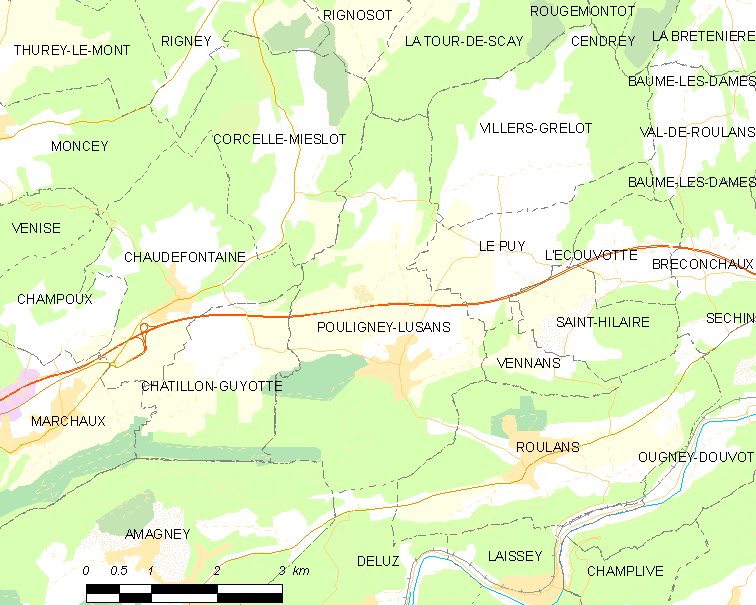
普利涅-吕桑的OSM定位图

普利涅-吕桑的时区为UTC+01:00、UTC+02:00（夏令时）。

## 行政
普利涅-吕桑的邮政编码为25640，INSEE市镇编码为25468。

## 政治
普利涅-吕桑所属的省级选区为博姆莱达姆县。

## 人口

1962-2008年间普利涅-吕桑人口变化图示

普利涅-吕桑于2022年1月1日时的人口数量为850人。